# 日本プロレス
日本プロレス（にほんプロレス、にっぽんプロレス）は、かつて存在した日本のプロレス団体。日本プロレス界の祖である力道山が設立。
興行会社としての日本プロレス興業株式会社、業界組織としての日本プロレス協会、ライセンス発行や選手権試合の管理、認定を行う日本プロレスコミッションからなっていた。

## 概要
1953年、大相撲関脇からプロレスラーに転向した力道山が、興行師で興行界のドンと呼ばれた永田貞雄、関東屈指の顔役である新田新作（生井一家貸元で関東国粋会副幹事長だった鈴木栄太郎の子分。戦後に足を洗い新田建設経営者。明治座の社長で経済事件の調停にも活躍）の物心双方の援助、後見によって設立した。この際、スポンサーとして経済界からは萩原吉太郎ら、児玉誉士夫と親しい企業人グループが後援をしている。テレビ中継は日本テレビとNETで定期中継されていたほかに、NHK総合テレビでも力道山時代の初期に不定期放送されていた。1973年に興行団体としての機能を停止。
「日本プロレス協会」及び「日本プロレス興業株式会社」の上に戴いていた「日本プロレスリングコミッショナー」には、自民党副総裁の大野伴睦、川島正次郎らがいた。このコミッショナーは「日本プロレス界全体の」コミッショナーで、東京プロレスなどからも認可申請が出されているが、実際に認可団体とされたのは日本プロレスだけであった。なお、のちに首相となる中曽根康弘とは、力道山が持つリキアパートの一室を事務所とするほどの関係だった。
一時期は日本で唯一とも言えるプロレス団体であり、プロレス界に与えた影響は計り知れない。力道山以後のプロレス界において双璧をなすことになるジャイアント馬場（後に全日本プロレスを創立）とアントニオ猪木（後に新日本プロレスを創立）も、1960年9月30日に日本プロレスで同時デビューしている。また、後に国際プロレスを創立した吉原功も日本プロレスの元プロレスラーだった。

## 歴史
1953年7月30日、東京日本橋浪花町に設立された「日本プロレス協会」が母体となる。

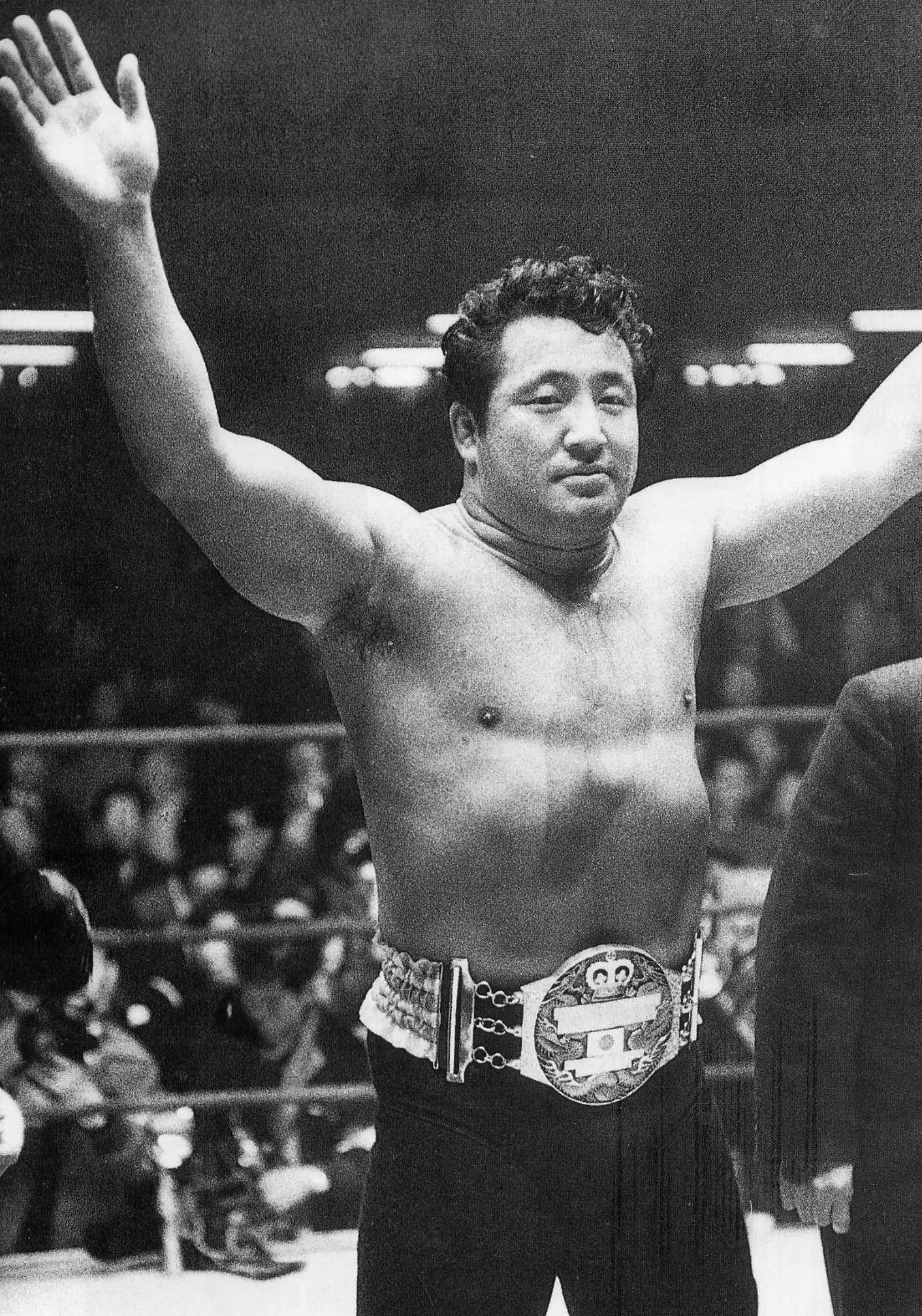
力道山

### 力道山時代
大相撲廃業後、力道山はアメリカへ渡り、帰国後プロレス興行を始める。木村政彦と組みシャープ兄弟と対戦した試合はテレビを通じて全国に中継され話題を呼ぶ。当時の日本には木村政彦の「国際プロレス団」や山口利夫の「全日本プロレス協会」などが存在したが、この2名を直接対決で下した力道山が著名となると、競合団体は相次いで消滅。日本プロレスがほぼ唯一と言っていいプロレス団体となった。
1957年には世界ヘビー級王者であった"鉄人"ルー・テーズの招聘に成功。その翌年に力道山は渡米してテーズとの再戦に挑み、インターナショナル・ヘビー級王座を獲得。日本プロレスにおける看板タイトルとして、防衛戦を行った。テーズの招聘後、一時期人気が下火になるものの、1959年にワールドリーグ戦を開催。グレート東郷をブッカーとして迎え、世界からチャンピオンクラスの大物選手を招聘して興行は成功、崩壊前年まで『春の看板イベント』として14回行われた。
1961年には常設会場であるリキ・スポーツパレスが完成している。
1963年12月15日、暴力団員に刺された傷の治療のため入院していた力道山が、術後の経過悪化から腹膜炎を発症し39歳で死去した。ワンマン体制で日本プロレス界をリードしてきた力道山の不慮の死により、日本プロレスは大きな転換期を迎える事となった。

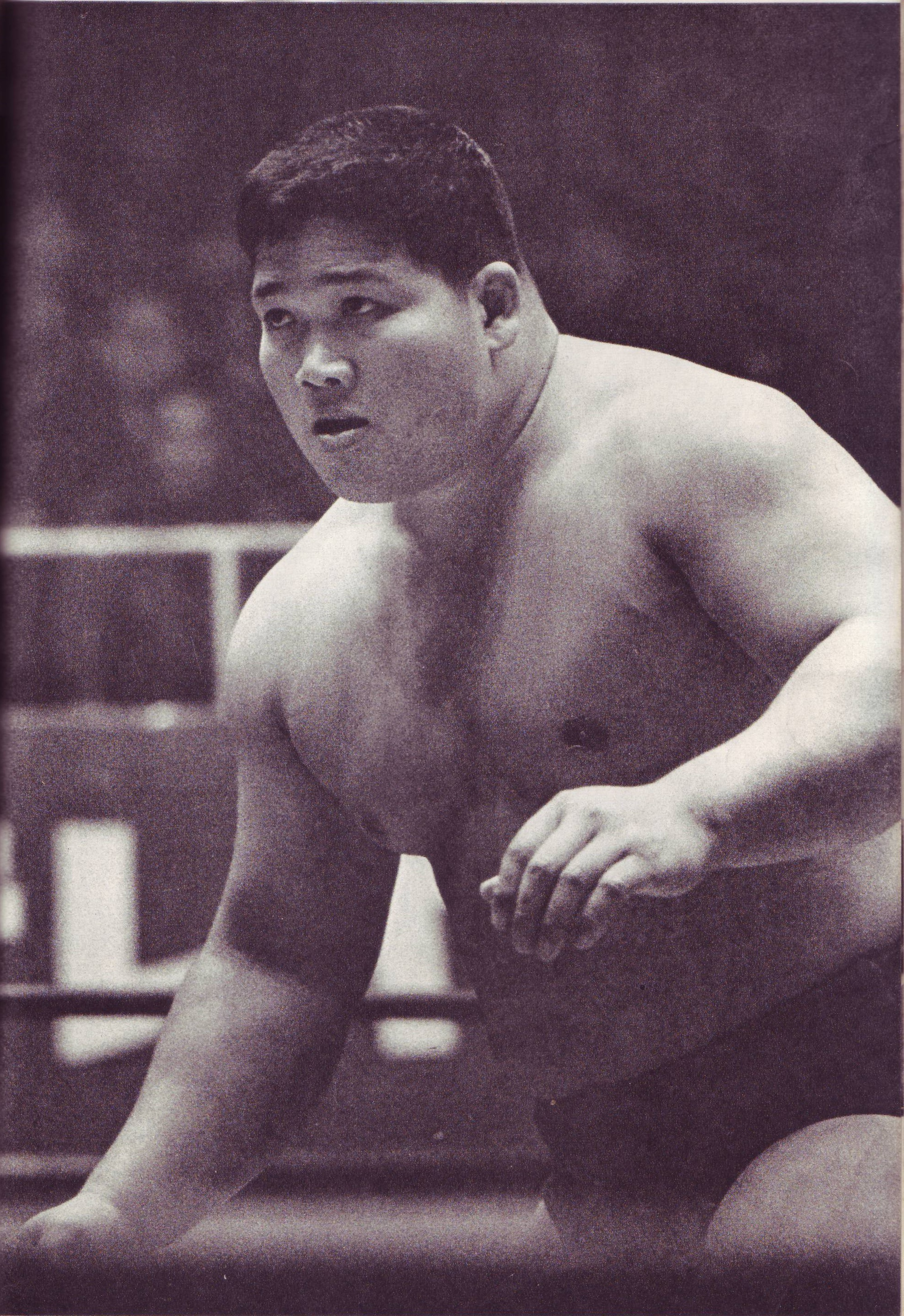
豊登

### 豊登時代
力道山の死後、グレート東郷はブッキング料を巡る対立でブッカーを解任され、ミスター・モトが新しいブッカーとなる。1964年1月10日には、力道山未亡人であった百田（田中）敬子が社長に就任する。しかし同時期に豊登・遠藤幸吉・吉村道明・芳の里の4人が『日本プロ・レスリング興業株式会社』を別途設立し、興行収入や日本テレビからの放映権収入は4人が設立した『日本プロ・レスリング興業株式会社』が手に入れることとなったと同時に、旧来の『日本プロレスリング興業株式会社』は力道山が残した膨大な負債を背負うことになった。
1964年までの「日本プロレス協会」役員の構成は、会長の児玉誉士夫、副会長の田岡一雄（3代目山口組組長）、町井久之（東声会会長）となっており、このため浜松より西の興行は田岡、関東は町井、東北以北は児玉の盟友である岡村吾一の影響下にあったとされる。しかしこの頃には「プロレス興行が暴力団により取り仕切られ、資金源になっている」と世論の糾弾を受けることになり、関西地区の主要な興行先であった王子記念体育館が神戸市により貸出を拒否する事態が起きるなど、公共施設の貸出が差し止められる影響が出始め、対策として協会体制の一新を迫られることになった。
1965年に入ると警察（警視庁捜査二課）は、この陣容に対して日本プロレス協会の解体を迫ることになり、これを受けて豊登ら4人は1965年2月22日に記者会見を行い、役員を刷新することを発表した。これにより児玉・田岡・町井の3人は役員を退任し、協会長には元衆議院議員の平井義一が就任する。この人事により「暴力団との絶縁」を表面上アピールした事で、自治体による公共施設の貸出謝絶の影響を食い止めている。これとほぼ同じ時期に、日本プロレスリングコミッション事務局長だった工藤雷介からの要請で、同コミッション事務局次長となったのが門茂男である。
社長となった豊登は1964年から1965年にかけてエースとなる。同時期には斎藤昌典（マサ斎藤）・杉山恒治（サンダー杉山）・草津正武（草津清正、グレート草津）など、大物アマチュアスポーツ選手も日プロに入団した。
しかし、社長の豊登は大のギャンブル好きという面からしばしば会社の資金を横領しており、競馬・競輪などギャンブルへ流用するという放漫経営が発覚し、1966年1月に尿管結石の悪化を名目に退職（事実上の追放処分）となる。ハワイに向かった豊登は海外遠征中の猪木を引き抜いて（「太平洋上の猪木略奪事件」と呼ばれる）、東京プロレスを設立した。東京プロレス旗揚発表直後に日本プロレスは妨害工作を開始して東京プロレスを短期間で崩壊に追い込むため、当時使用料が高額だった日本武道館でのプロレス初興行を開催し、武道館大会の目玉にフリッツ・フォン・エリックを招聘した。東京プロレスは、日本プロレスによる妨害工作・テレビ中継がないゆえの集客不振に加え、興行経験の浅かった事などから興行トラブルも発生した（東京プロレス#板橋事件を参照）。さらに豊登が東プロでも会社の資金を私的（主にギャンブル）に流用するなど経営が立ち行かず短期間で崩壊し、果ては豊登と猪木との間で訴訟合戦に発展する形で決裂した。
また、取締役営業部長だった吉原功も、経営路線の対立が元で1966年10月に同社を退社して国際プロレスを設立し、同じ日本プロレス退団組であるヒロ・マツダ、マティ鈴木、杉山恒治、草津正武、阿部修（阿部脩）、レフェリーのマンモス鈴木、レフェリー兼リングアナウンサーの竹下民夫も加わり、また、国際は旗揚げからトラブル続出で経営危機を迎えていた東京プロレスとの提携を結んだことで、猪木も1シリーズのみ国際のリングに登場したが、豊登との決裂で日プロに復帰（後述）したため、東プロ残党の豊登や木村政雄（ラッシャー木村）なども合流した。国際は観客動員のテコ入れのためTBSテレビの放映契約に合意し、TBSテレビの主導で「TBSプロレス」と改め、ブッカーに日プロと絶縁したグレート東郷を招聘するなど日本プロレスに対抗しようとした（この過程でヒロ・マツダは国際を離脱し、海外へ活路を求めた）。
1968年1月3日、TBSプロレスが両国の日大講堂で「TBSプロレスとして再旗揚げ戦」を行う一方で、同日に日本プロレスは蔵前国技館で日本テレビ中継のもとで興行を行う「興行戦争」を仕掛け、両国と蔵前の『隅田川決戦』と称されたが、TBSプロレスはルー・テーズの持つTWWA世界ヘビー級王座に挑戦したエース候補のグレート草津が惨敗したため、草津をエースとして売り出す計画が破綻し迷走する形となった。グレート東郷は所属選手が相次いで敗れたことで、新たな挑戦者に日プロで冷遇されていた大木金太郎の引き抜きを画策し、参戦寸前まで至ったことから日プロとトラブルに発展している。TBSプロレスは二番手団体として日本プロレスと競合したが、大木引き抜き騒動後にギャランティーを巡る対立からグレート東郷と絶縁する形となった。これによりTBSテレビの影響力が薄れたため、再び「国際プロレス」を称するようになった（ただし、TBSによるプロレス中継は1974年3月まで継続した）が、さらにに日本プロレスは国際プロレスに対し、外国人レスラーの招聘ルートや後楽園ホールを使用不可にするなどなどで妨害をかけ、国際プロレス団や全日本プロレス協会同様に解散に持ち込もうとした。

### BI砲時代
1966年にはかねてから力道山の後継者と目された馬場が、復活したインターナショナル・ヘビー級王座を連続防衛してエースとなる。1967年、東京プロレスから復帰した猪木とタッグを組んで「BI砲」と呼ばれ、力道山死去で一時低迷した人気は再び黄金期の人気を取り戻すようになる。
また、当時東京プロレスへ移っていた猪木の穴を埋めるべく、世界柔道選手権大会日本代表であった坂口征二を獲得した。坂口のプロレス転向には出身の明治大学柔道部のOBなどを中心に転向阻止を画策する動きもあったが、最終的に日プロは坂口の獲得に成功している。その後、ほどなく猪木も関係者の仲介を受ける形で旧東京プロレスから永源勝（永源遙）、高崎山三吉（北沢幹之）、柴田勝久の3人を引き連れて日プロに復帰した。さらに大木金太郎、吉村道明、山本小鉄、星野勘太郎らが脇を固める充実した選手層を誇った。
日プロは長らく日本テレビが『三菱ダイヤモンド・アワー・プロレスリング中継』の番組名で中継していたが、NETが参入を希望した。経営陣は収入面から歓迎したが、別の背景としてグレート東郷とルー・テーズが組んで設立した「トーゴー&テーズ・カンパニー」がシャチ横内をエースとする新団体を旗揚げし日本のプロレス興行への参入を画策しており、その過程でテレビ放映先としてフジテレビや東京12チャンネル、NETテレビに接触していたこともあって、企業防衛の見地から東郷・テーズらの新団体の参入阻止という観点もあった。
NETに対しては、先行の日本テレビと力道山以来の冠スポンサーである三菱電機に配慮して「馬場及び坂口の試合を放映しない」、「ワールド大リーグ戦の試合を放映しない」、「インターナショナルヘビー級選手権およびインターナショナルタッグ選手権の試合を放送しない」ことを条件にして参入を認め、1969年より2局放送体制となる。人気No.1の馬場の試合を中継出来ないNETは『ワールドプロレスリング』の番組名で、No.2である猪木・大木らを中心とした番組を組んだ。NET側は看板企画として「ワールド大リーグ戦が中継できない」代わりとして「NWAタッグリーグ戦」を1970年から実施して秋の一大イベントにしようとしたほか、猪木に馬場のインターヘビー級と同等のベルトを持たせる意図で「UNヘビー級王座」を新設し、猪木にベルトを獲得させてUN防衛戦の独占中継を計画するなど、後発のNETは先発の日本テレビとのハンデを様々な企画で克服しようと目論んだ。

### アントニオ猪木の退団
2局放送体制となり、巨額な放映権料や興行収益により経営は表向きは引き続き好調を維持していたが、一部幹部に横領などの疑いがもたれ始める。一部の経営陣について「会社の金庫を勝手に開けて、そこから札束を鷲掴みにしてそのまま毎夜、銀座のバーに繰り出す」、「幹部達はほとんど仕事もせず、自分達の給料を言い値で決めて、馬場や猪木よりも高い給料を貰っていた」「莫大な収益にもかかわらず、放漫経営のために金庫の中に金が無く、経営は火の車だった」、という逸話がある。1971年にこれを憂えた馬場・猪木ら選手は、幹部に経営改善要求を突きつけた。しかし、猪木が自身の取り巻きの画策もあり幹部の追放を要求するなど急進的な動きを見せたことで「猪木が社長になり、日プロの乗っ取りを画策している」と、馬場や上田馬之助などの不信感を招き、馬場や上田により幹部に猪木の動きが告発されたことにより目論見が露見することとなった。猪木の動きに同調したとして馬場が選手会長を引責辞任（後任は大木金太郎）したことで猪木は孤立する形となり、態度を硬化させた幹部や大木ら選手会主導で猪木の除名が決議され、1971年12月13日、会社の乗っ取りを図ったとして猪木の日本プロレス除名処分を発表した。
猪木は、先の騒動で選手会で唯一猪木を擁護して除名に反対し日プロを退団した山本小鉄と自身の付き人で若手選手の木戸修、藤波辰巳、猪木を擁護して同様に除名されたレフェリーのユセフ・トルコ、さらに海外遠征中だった柴田勝久、北沢幹之（魁勝司）の2人を加えて、1972年3月に新日本プロレスを設立した。手薄な新日の陣営には一連の東プロ崩壊で一度は袂を分かった豊登も、猪木の側近である新間寿のブッキングを受け、新日本を助けるべく参戦した。日プロは新日本に対しても、国際同様に対抗手段として外国人招聘ルートなどで妨害をかけた。また、一部の日プロの選手により猪木らへの襲撃も計画され、実際に日本刀を持って新日本の事務所に押しかけさせといった嫌がらせも行っていたとされる。

### ジャイアント馬場の退団
猪木除名後の日プロは大木や坂口をNET中継（『ワールドプロレスリング』）向けの中心選手としてプッシュし、好カードをNETへ優先的に放送するよう手配したが、猪木時代のような視聴率を取ることが出来ず低迷。放送の中心であった猪木が除名されたため、目玉選手が日プロ側の都合でいなくなったことを盾にNETは1972年1月から必然的に馬場の試合中継を要求する。当時のプロレス中継は視聴率も高かったため「馬場の試合をNETで放送しても、日本テレビ自体での視聴率も高かったので放送を打ち切ることはないだろう」「強行突破してしまえば、日本テレビも文句を言えまい」という意見が日本プロレスの幹部会で大勢を占めたため、NET中継をつなぎ止めるためにこれに応じた。幹部のなし崩し的な決定に日本テレビに加え、日本テレビ関係者の意を受けていた馬場も異を唱えて再三警告していたが、日本プロレス幹部勢は「高視聴率である中継を日本テレビが止める訳がない」と高を括り、非常に認識が甘かった。馬場は1972年4月3日の『ワールド大リーグ戦』新潟大会からNET中継にも登場したが、日本テレビや冠スポンサーの三菱電機の恩義に背くような決定をした日本プロレスを既にこの時点で見限っていたことを、後に自身の著書『王道十六文』で明らかにしている。
当初の独占条件の約束を破り、なし崩し的に放送された坂口の試合やワールド大リーグ戦に対しては渋々ではあるが容認していた日本テレビだったが、絶対にしないで欲しいと念を押していたにもかかわらず、NETでの馬場の試合放映を認めた日本プロレスに対して、日本テレビだけでなくスポンサーの三菱電機も激怒しており、放送の翌4日に日本テレビは東京地方裁判所に日プロの契約違反と馬場のNET中継の出演差し止めを求めて提訴する事態となった。東京地裁から申請は却下され、当事者同士の話し合いを委ねられたが、日本テレビは「契約不履行」を理由に、1972年5月15日に『日本プロレス中継』の打ち切りを正式発表した。その結果、日本プロレス中継はこれ以降はNETのみの放送となり、7月28日からは金曜にも『NET日本プロレスリング中継』のタイトルで放送を開始し、9月29日から『NET日本プロレスリング中継』に一本化された。
プロレス中継の打ち切りを決定した日本テレビは小林社長の指揮の下で、極秘裏に報復手段に近い形で自局と関係が近かった馬場に接触して独立を促し、それを受けて馬場は日本テレビを後ろ盾に独立を決め、7月に日プロに対して辞表を提出し、8月に全日本プロレスを設立した。馬場はこの時点でNETとの契約が残存していたことや日プロのプロモーターなどが馬場の出場を求めてきたため、日プロは日本プロレスリング協会の会長であった平井義一に調停を依頼し「（1972年）9月20日まで日プロに出場したうえで、翌1973年3月末まで週1回はNETの『ワールド・プロレスリング』にも出演する事」を条件とする調停案を提示したが、馬場はこれを拒否した。馬場は保有するタイトルの返上など身辺を整理したうえで、1972年8月18日の宮城県石巻市での試合を最後に、日プロを退団した。
馬場が設立した全日本には馬場に近い大熊元司、マシオ駒、サムソン・クツワダ、佐藤昭夫らが参加したほか、国際プロレスとの前座選手の派遣などで協調体制を築き、さらに国際からサンダー杉山を円満に獲得した。同時に日本テレビによる『全日本プロレス中継』が放送開始した。全日本プロレスは日本テレビだけでなく、取締役兼リングアナウンサーとして百田義浩、日本プロレスの若手選手であった百田光雄の力道山の両子息と、役員として未亡人の田中敬子が旗揚げに参加したことで「力道山（百田）家のお墨付き」を得ることにも成功。日本テレビと百田家がバックに付き、なおかつ外国人レスラーの招聘ルートも確保出来た全日本に対して、日プロは過去に東京・国際・新日本へ行ったような外国人レスラーの招聘ルートでの妨害が失敗し、また後楽園ホール等の会場使用を不可にするような圧力を掛けることが出来ず、全日本に対する妨害工作はことごとく失敗したことで、全日本は地盤をさらに固めて行った。なお、日プロと選手の間には契約書が存在せず、給与その他についての取り決めは全て口約束で行われ、法的拘束力がなく離脱を法的に止める手段は存在しなかったとされる。

### 新日本プロレスとの合併計画破談
馬場と猪木という興行の二枚看板を失った日プロは一気に弱体化することになり、二人が抜けた穴を埋める形で坂口と大木を看板選手に据え、可能な限りの豪華な外国人レスラーを招聘するなど打開策を講じたが、観客動員やNETにおける視聴率の減少に歯止めは掛からず全日本が旗揚げした1972年10月以降はこの傾向が加速し、後楽園ホールにおける興行も全日本よりも観客数を下回るようになり、地方においても国際との興行戦争で10月の都城、11月の札幌中島スポーツセンターと愛知県体育館などでそれぞれ国際にも惨敗してしまう。この時期から交代で選手を4人から6人欠場させる事態に陥り、給料の遅配も発生して若手や新人レスラーは食費にも事欠く有様で、アルバイトで生活費を稼がねばならない状況に追い込まれることになった。一方で選手会内部でも意見対立が見られ、一部選手が欠場する事態も起きていたという。
このような状況の中、NETが中継打ち切りをちらつかせるようになると同時にNETは幹部や選手会に極秘で猪木と坂口との新日本プロレス中継開始に関する協議を開始した。同時期には中堅選手のうち星野勘太郎、永源遙、安達勝治（後のミスター・ヒト）、林牛之助（後のミスター林）、戸口正徳（後のタイガー戸口、キム・ドク）をギャラ削減策の一環で海外武者修行に出発させた一方で、海外武者修行を行っていた高千穂明久（後のザ・グレート・カブキ）と松岡巌鉄が日プロを救うべく緊急帰国した。猪木と坂口の会談を契機に、新日本と日プロを合併する方向で交渉が進められた。坂口によれば、NETが「猪木・新日本との合併を認めなければ中継を打ち切る」と強硬姿勢に出たため合併交渉が急速に進展し、日プロの選手会もグレート小鹿が窓口となりこれに同意したという。その結果、1973年2月6日には両社による新団体設立の記者会見を京王プラザホテルで行なった。会見では「新日本を発展解消し、合併後の新社名を新・日本プロレスとする」、「社長は猪木が、副社長は坂口がそれぞれ就任する」、「テレビ中継はNETテレビが行う」と発表した。
しかし、韓国に一時帰国中で新団体設立の記者会見時には日本に不在であった日プロ選手会長の大木がこの決定に反発し、1973年2月16日に日本に戻り「ダイナミック・シリーズ」後楽園ホール大会の控室で大々的に「猪木と坂口との合体は聞いていない。合体話は猪木が日プロを乗っ取りを企んだことを認めることになり、絶対に反対だ」と記者陣に会見したことで、一度は合併に承諾した選手会の総意を大半の選手とフロント勢が覆して大木の意見に賛同したため、合併は破談となる。だが、NETテレビは4月から新日本の中継を開始する方針に変わりはなかった。さらに大木は坂口に事前の話をしないまま、坂口と坂口の付き人である木村聖裔（後の木村健悟）、小沢正志（後のキラー・カーン）、大城勤（大城大五郎）の新日本プロレスへの移籍を独断で発表してしまうなど選手会内の亀裂が表面化した。控室では坂口と大木は一切会話を交わさない冷戦状態となり、また選手会の一部やフロントは「裏切り者」である離脱派に対する制裁（セメント・マッチ）を画策し、実際に試合で大城が桜田一男（後のケンドー・ナガサキ）に血だるまにされるなど不穏な状態となった。坂口ら離脱派は地方巡業でも残留派と同宿せず、別のホテルを取るなどの別行動を余儀なくされた。
結局、坂口は大木ら選手会側から「裏切り者」扱いされた形で、木村、小沢、大城、レフェリーの田中米太郎と共に3月8日の「ダイナミック・シリーズ」最終戦を最後に日プロを離脱し、新日本へ合流した。1973年3月9日には、NETテレビが坂口らの移籍に合わせた形で『NET日本プロレスリング中継』を3月30日をもって打ち切ると同時に、4月6日から新日本プロレスの中継（『ワールドプロレスリング』へ再改題）へ移行することを正式発表したほか、メインレフェリーの沖識名も辞表を提出し退団した。NETテレビにおける日プロ中継打ち切り決定後に大木は菊池孝（プロレス評論家）に対し「NETテレビは日プロを見捨てないだろう。新日本の中継を開始しても、NETのプロレス中継は日プロ・新日本の隔週となり、引き続き日本プロレスの試合を中継してくれると思う」と非常に甘い見通しを話しており、フロント側も離脱した坂口に代わる主力選手として、高千穂を新たなUNヘビー級王者として売り出す方向性も見せていた。だが、NETによるテレビ中継も3月30日放送の「ダイナミック・シリーズ」最終戦・佐野市民会館大会（打ち切り発表前日である3月8日に開催）の録画中継をもって打ち切られ、日プロはテレビ中継やそれに伴う放映権料を完全に失った。

### 崩壊
テレビ中継に伴う放映権料を失ったことに加え、主力選手の離脱で観客動員も激減による入場料の減収で会社経営も立ち行かなくなり、『アイアンクロー・シリーズ』開幕前に日プロの営業部全員が辞表を提出して事実上営業活動が停止したこともあり、芳の里（長谷川淳三）社長は『NET日本プロレスリング中継』終了と同時に興行活動を断念する意向を示していたが、大木ら選手会とリングアナウンサーの篠原長昭は『アイアンクロー・シリーズ』を6戦の日程で、各選手の貯金を取り崩して「選手会主催興行」として強行した。しかし開幕戦の大阪府立体育会館大会（1973年4月13日、メインは大木vsフリッツのインターナショナル・ヘビー級選手権試合）が記録的な不入り（主催者発表は4,000人）に終わり、4月14日に力道山の墓所がある池上本門寺で『赤坂の日プロ』を法人として存続の上で力道山時代の債務を処理していた百田家の同席したうえで「日本プロレスの解散」と国内に残留している日プロ所属選手全員が百田家へ身柄を預ける事を発表した。第3戦後楽園ホール大会（1973年4月17日、メインは小鹿&松岡vsキラー・カール・クラップ&ジェリー・モンティのアジアタッグ選手権試合）も主催者発表で観衆1,000人という不入りとなり、4月18日には静岡県焼津市民体育館でインターナショナル・タッグ選手権試合（大木&上田vsフリッツ&クラップ）を、4月19日には横浜文化体育館でUNヘビー級選手権試合（高千穂vsクラップ）をそれぞれこなしながらシリーズを消化し、4月20日の『アイアンクロー・シリーズ』最終戦群馬県吉井町体育館大会（メインイベントは大木&小鹿vsフリッツ&クラッシャー・リバース）をもって『渋谷の日プロ』は興行活動を停止し、所属選手と役員は形式的に百田家による『赤坂の日プロ』に合流した。

### 崩壊後
最後まで国内に残った大木ら9選手は、身柄を預けた形の『赤坂の日プロ』をクッションにして、1973年4月27日に赤坂プリンスホテルで全日本と合同記者会見を行い移籍し、事実上日本プロレスは全日本への統合という形をみたが、実際には日本テレビと1976年3月31日までの3年契約を結んだものであった。日プロ残党組は6月30日開幕の『'73サマー・アクション・シリーズ』から全日本プロレスへ派遣される形となった。馬場は当初、大木ら日プロ残党組の受け入れについては難色を示した代わりに、坂口を獲得しようとしたと言われているが、仲介役を果たした日本テレビの小林與三次社長、三菱電機の大久保謙社長、日本プロレス協会の理事であった衆議院議員の楢橋渡、福田篤泰、全日本の取締役を兼ねていた『赤坂の日プロ』社長の田中敬子ら百田家の意向を軽視できなかったうえに、馬場もまだ日本プロレスの取締役を退任していなかったことなどもあり、やむなく馬場は残党の身柄を受け入れることとなった。ただし、日プロ合流組と子飼いの選手達とでマッチメイクなど待遇面で差別を行ったとされる。さらに国内に残留していた9選手の日本テレビとの契約内容には、日本テレビの許可なく新日本・国際への試合出場や移籍を禁止する条項が含まれていた。残党9名のうち高千穂、グレート小鹿、羽田光男（ロッキー羽田）、ミツ・ヒライ、桜田一男、伊藤正男は日本テレビとの3年契約後、全日本に正式所属となった。正式所属となった後は、高千穂はサムソン・クツワダとのタッグ、小鹿は大熊元司との『極道コンビ』再結成で中堅タッグ戦線を担い、桜田は若手選手のコーチとしての役目も担うなど一部選手の待遇も変化している。
一方で、大木・上田馬之助・松岡巌鉄の3人は全日本の体制に不満を示し、日本テレビとの契約期間中に全日本を退団した。
大木はその後『'74新春NWAシリーズ』以降を無断欠場した上で、契約違反を犯して新日本に参戦して猪木や坂口などと対戦した。特に坂口との対戦は前出の団体離脱時の遺恨があるため、1975年の『ワールドリーグ戦』での3度の対決がいずれもセメント・マッチとなり、うち2戦がノー・コンテストとなったため、以降は坂口と大木の対決は事実上封印された。その後、大木は馬場との対決を念頭に全日本に転戦したが、1980年に国際の中継番組であった『国際プロレスアワー』を放送していた東京12チャンネル主導で視聴率のテコ入れ目的で国際に入団した（東京12チャンネルとの半年契約での入団）。しかし、入団の経緯に際して国際代表であった吉原と東京12チャンネルとの軋轢を生じさせ、崩壊後も保持して母国の韓国で防衛戦を行っていたインターナショナル・ヘビー級王座の防衛戦を、NWA非加盟団体であった国際で行ったため、全日本から抗議を受けたほか、NWAからもベルト返上勧告を受けてしまい、その後、東京12チャンネルからも契約を打ち切られた。大木は再び全日本に参戦するようになったが、1982年を最後にセミリタイア状態となった（正式な引退は1995年の東京ドーム・ベースボール・マガジン社主催『夢の懸け橋』興行でのセレモニーとなった）。
上田と松岡の2人は『'73創立一周年記念ジャイアント・シリーズ』第3戦蔵前国技館大会（1973年10月9日）を最後に、海外武者修行から帰国した鶴田友美（ジャンボ鶴田）と入れ替わるように退団して契約適用外の海外へ活路を求めたが、上田は日本テレビとの契約満了後にフリーとなり、後に国際や新日本などへ参戦して猪木やラッシャー木村などと対戦した一方で、松岡は海外サーキット中に上田と軋轢を生じてしまい決裂し、二度と日本のリングに上がることのないまま1974年末に廃業した。
ただし、崩壊前に海外武者修行へ出発し、なおかつ修行先で崩壊を迎えた星野勘太郎・永源遙・安達勝治・林牛之助・戸口正徳の5名は日本テレビとの専属契約対象外であったため、帰国後は星野と永源は新日本・林は全日本にそれぞれ正式入団した。一方で安達と戸口は引き続き海外マットを主戦場とした。
また、興行休止で一旦途絶えた形となった管理タイトル・UNヘビー級王座・アジアヘビー級王座・アジアタッグ王座も、暫くの空白期間を経て「復活」という形で全日本プロレスへ継承された。海外に流出していたインターナショナル・タッグ王座は2年後の1975年、ジャイアント馬場・ジャンボ鶴田組が奪還して日本に定着。また大木が保持していたインターナショナル・ヘビー級王座は1981年、大木の返上により全日本のタイトルとして「復活」した。力道山の死後に封印された日本ヘビー級王座のベルトは、1992年に力道山にとって二所ノ関部屋の後輩でもある天龍源一郎により旗揚げされたWARにおける日本J1王座のベルトとして流用されている。
興行を失った後、「渋谷の日プロ」は会社組織としてしばらく存続し、社長だった芳の里は6年間NWA会員名簿にそれまで残されていた。その後活動実態がないことから、登記簿上「解散みなし」として1996年6月5日付けで解散したことになっている。一方の「赤坂の日プロ」は、百田（田中）敬子の個人事務所として存続した。
2022年にタイガー戸口が引退したが、2024年8月に現役復帰したため、この時点での日本プロレス出身で現役選手として活動しているのは小鹿、戸口、藤波、百田となっている。

## タイトル
NWA
- NWAインターナショナル・ヘビー級王座
- NWAインターナショナル・タッグ王座
- NWA UNヘビー級王座

アジア
- アジアヘビー級王座
- アジアタッグ王座

日本
- 日本ヘビー級王座[注釈 38]
- 日本ジュニアヘビー級王座
- 日本ライトヘビー級王座
- 全日本タッグ王座

リーグ戦
- ワールドリーグ戦
- NWAタッグ・リーグ戦
- 東スポ賞争奪戦

NWAルール
- 力道山時代は61分3本勝負であったが、なぜ「61分」だったかは諸説ある。力道山の死後は60分3本勝負に変更。また、挑戦者が王者からフォールを2回取った場合のみ王座移動となるが、それ以外の結果は防衛となっていた（挑戦者が1本目でフォールを取った後に時間切れになって2本目でフォールが取れなかったり、3本目が反則勝ちだった場合も防衛）。また、日本プロレスの基本ルールとして（若手選手を除き）「日本人（陣営）同士が対決しない」ルールが存在した。このため、総当たり戦となるリーグ戦においても、日本人陣営が外国人陣営と総当たりルールとなる変則的なリーグ戦となっていた（第7回までの「ワールドリーグ戦」では、例外的に外国人同士の対戦があった）[注釈 39]。この事がマスコミやファンが望んでいた馬場対猪木の直接対決を避ける大きな要因となっており、経営陣がルール面での変革を積極的に行わなかったことで、後に日本プロレスが経営的に行き詰まりをみせる遠因にもなっている[48]。

## 所属選手
- 力道山
- 東富士
- 駿河海
- 遠藤幸吉
- 芳の里
- 吉村道明
- 大同山又道
- 大坪清隆（大坪飛車角）
- 金子武雄
- 土佐の花（竹村正明）
- 玉の川
- 羅生門綱五郎
- 吉田川
- 宮島富男
- 藤田山
- 渡辺貞三

後にメキシコシティでデビュー前のミル・マスカラスに柔道を指南している。
- 比嘉敏一
- 大山博
- 長谷川丹治
- 平野惣一（平野岩吉）
- 本間和夫（本間乃久六）
- 木戸時夫（木戸修の実兄）
- 輝昇
- 金栄珠
- 萬奇煥
- 大里巌
- 飯田敏光
- 斎藤昌典
- 緑岩（練習生）

国際プロレスの旗揚げメンバー
- 吉原功
- ヒロ・マツダ
- マティ鈴木
- 杉山恒治
- 草津正武（草津清正）
- マンモス鈴木（レフェリーに転向）
- 阿部修（レフェリーに転向）
- 竹下民夫（レフェリー兼リングアナウンサー）

国際プロレスに移籍
- 豊登
- ミスター珍（出口一）
- 木村政雄
- 田中忠治（田中政克）
- 長沢秀幸（長沢日一）

新日本プロレスの旗揚げメンバー
- アントニオ猪木（猪木完至）
- ユセフ・トルコ（レフェリーに転向）
- 山本小鉄（山本勝）
- 柴田勝久
- 北沢幹之（高崎山猿吉、新海弘勝）
- 木戸修
- 藤波辰巳

新日本プロレスに移籍
- 坂口征二
- 小澤正志
- 木村聖裔
- 大城勤
- 田中米太郎（桂浜）（レフェリーに転向）

全日本プロレスの旗揚げメンバー
- ジャイアント馬場
- 樋口寛治（レフェリーに転向）
- 駒厚秀（駒角太郎）
- 轡田友継
- 藤井誠之
- 大熊元司（大熊熊五郎）
- 佐藤昭雄
- 百田光雄

最終所属選手
- 大木金太郎（金一）
- 高千穂明久
- 上田馬之助（上田裕司、グレート・イトー）
- グレート小鹿（小鹿信也、小鹿雷三）
- 松岡巌鉄（正剛山、ミスター松岡）
- ミツ・ヒライ（フジ・シンタロー）
- 桜田一男
- 羽田光男
- 伊藤正男

崩壊時に海外武者修行へ行っていた選手
- ミスター・ヒト（安達勝治）
- 林牛之助（林幸一）
- 星野勘太郎（星野赳夫）
- 永源遙（永源勝）
- 戸口正徳

留学生
- ドナルド・タケシ[50]

## スタッフ

### レフェリー
- 沖識名（メインレフェリー）
- 九州山
- 田中米太郎
- ハロルド登喜

ハワイ出身の元プロレスラーで日本名は登喜輝房。力道山と木村政彦による初代日本ヘビー級王座決定戦、力道山と山口利夫による日本ヘビー級選手権試合のレフェリーを務めていた。
- ジョー樋口
- ユセフ・トルコ
- ジェリー・マードック

### リングアナウンサー
- 酒井忠康

日本ボクシングコミッションに所属していたポクシング界最古のリングアナウンサー。第1回「ワールド大リーグ戦」決勝戦の力道山対ジェス・オルテガ戦を務めていた。ボクシングのメインイベントでリングアナウンサーとして柴田国明、輪島功一、藤猛の世界ジュニアウエルター級等の世界タイトルマッチをコールした。そのアナウンスは「酒井節」と言われ、昭和のリングアナウンサーとして象徴になった。
- 小松敏男

1960年頃から担当（力道山最後のテレビ中継となった1963年12月2日のNWAインターナショナル・ヘビー級選手権試合の力道山対ザ・デストロイヤーを務める。力道山死後も豊登体制でアナウンスを担当。豊登対ザ・デストロイヤーのWWA世界ヘビー級選手権試合等でコールするが退社。東京プロレス1966年10月12日旗揚げ戦観戦時に、東京プロレス関係者に依頼されてアントニオ猪木対ジョニー・バレンタインをコールする。1980年1月11日にプロモーターを務めた全日本プロレス高知県民体育館大会でメインイベント（ジャンボ鶴田対ビル・ロビンソンのNWA UNヘビー級選手権試合）とセミファイナルを限定でコール。
- 篠原長昭

1966年頃から担当。1966年12月3日にメインイベントのジャイアント馬場対エリックのインターナショナル・ヘビー級選手権試合でのアナウンスを確認できる。昭和40年代のリングアナウンサーとして有名で、団塊の世代でリングアナウンサーといえば、この人の真似をする人が多数いる。立教大学在学中は応援団の団員だった。

### コーチ
- カール・ゴッチ

## 映画
- プロレスWリーグ 血ぬられた王者（東映）（1968年6月15日）